# Sebastián López
Sebastián López (* 1949 in Argentinien) ist ein argentinisch-niederländischer Kunsthistoriker, Kurator und Publizist. Er lebt in Amsterdam und seit 2007 in London.

## Leben und Werk
Sebastián López ist in Argentinien geboren, lebt seit 1981 in Amsterdam und hat die niederländische Staatsbürgerschaft angenommen. Den Master machte er an der National University of Tucumán in Argentinien, woraufhin er ein Postgraduales Studium der zeitgenössischen Kunst, Linguistik und Literatur an der Universität Complutense in Madrid anschloss. López war Dozent für Kunstgeschichte und Architektur an verschiedenen Hochschulen in den Niederlanden und lehrte an der Universität Paris V in Frankreich.
1995 leistete López einen Beitrag zum Symposion: Das Marco Polo Syndrom im Haus der Kulturen der Welt in Berlin: Er war von 1997 bis 2005 Direktor der Gate Foundation, die 1988 gegründet wurde, um den interkulturellen Austausch mit Afrika, Asien, Lateinamerika und Ozeanien zu fördern. López kuratierte die 5. Shanghai Biennale mit dem Thema Techniken des Sichtbaren im Jahre 2004. Von 2005 bis 2007 war er Gründungsmitglied und künstlerischer Leiter der Daros Latinamerica Collection in Rio de Janeiro. Er war Direktor des 1994 gegründeten Kunstzentrums Iniva (Institute of International Visual Arts) in London, welches zeitgenössische Künstler, Autoren und Kuratoren vergegenwärtigt. Von 2007 bis 2008 gehörte López zu den Gründern des Ausstellungsraums CEO am Rivington Place in Shoreditch, in Londons East End.